# ميلت فرانكلين
ميلت فرانكلين (بالإنجليزية: Milt Franklyn) ولد وتوفي (16 سبتمبر 1897 نيويورك- 24 أبريل 1962 لوس آنجلوس). كان ملحن وموزع موسيقى عمل على كارتون لووني تونز لمصلحة وارنر براذرز، بدأ العمل في وارنر براذرز أواخر الثلاثينات، موزعا المقطوعات التي ينتجها كارل ستالينغ، بينما بدأ يؤلف مقطوعاته الخاصة أواسط الأربعينات، بعد تقاعد ستالينغ في 1958، أصبح فرانكلين المؤلف الوحيد في وارنر براذرز كارتونز. درس في جامعة يوتاه، جامعة كاليفورنيا، وجامعة بنسلفانيا.
مات فرانكلين إثر جلطة قلبية في 24 أبريل 1962. قبل وفاته، كان فرانكلين يقوم بتأليف مقطوعة لكارتون تويتي ذا جيت كايج، ليكمل ويليام لافا عمله بعد رحيل فرانكلين. هذا أثر على نوع الموسيقى في الفيلم، إذ كان أسلوب فرانكلين مشابها لأسلوب ستالينغ في دمج النغمات التقليدية، بينما لافا يمتلك أسلوبا معاصرا مختلفا عن أسلوب فرانكلين وستالينغ، يمكن إدراكه بسرعة لكارتون وارنر براذرز ما بعد 1962، لم يتم ذكر اسم لافا في قائمة فريق العمل في ذلك الفيلم.
ميلت فرانكلين، تشاك جونز، ومايكل مالتيز كانوا وراء "ذا ميتشغان راغ"، الأغنية التي كتبت لكارتون وان فروغي إيفننغ من بطولة ميتشغان جاي. فروغ.

## وصلات خارجية
- ميلت فرانكلين على موقع IMDb (الإنجليزية)
- ميلت فرانكلين على موقع ألو سيني (الفرنسية)
- ميلت فرانكلين على موقع ميوزك برينز (الإنجليزية)
- ميلت فرانكلين على موقع أول موفي (الإنجليزية)
- ميلت فرانكلين على موقع قاعدة بيانات برودواي على الإنترنت (الإنجليزية)
- ميلت فرانكلين على موقع ديسكوغز (الإنجليزية)
- ميلت فرانكلين على موقع قاعدة بيانات الفيلم (الإنجليزية)
- ميلت فرانكلين على موقع كينوبويسك (الروسية)